# 神里優希
神里 優希（かみさと ゆうき、1994年10月29日—），日本的演員，身高178公分，日本兵庫縣出生。經紀公司為Will-B International inc.。

## 簡歷
因母親曾帶他參加試鏡並留到最終審查，而對演藝圈產生興趣。2015年2月參加網球王子音樂劇第三季青學vs.不動峰演出，正式以演員出道。
2017年7月31日在官方部落格公布離開LesPros娛樂，以個人身分活動。在2018年3月「ROSE GUNS DAYS〜Season3〜」舞台首次擔任主演。
2020年9月25日宣布加入Will-B International inc.。
2021年10月演出音樂劇「GREASE」，為第一次參加東寶音樂劇。
2022年1月，開始擔任電視動畫「錆色盔甲-黎明-」中，與其在舞台「錆色盔甲」所飾角色「揚羽」相同一角的聲優。
2023年2月演出舞台「王者天下」，首次登上帝國劇場。

## 演出

### 舞台
- 網球王子舞台劇第三季 - 飾演 不二周助[10]
  - 青學vs不動峰（2015年2月13日 - 5月17日，TOKYO DOME CITY HALL 等）[11]
  - TEAM Live SEIGAKU（2015年6月10日 - 14日・27日 - 28日，AiiA 2.5 Theater Tokyo 等）[12]
  - 青學vs聖魯道夫（2015年9月5日 - 11月3日，TOKYO DOME CITY HALL 等）[13]
  - 青學vs山吹（2015年12月24日 - 2016年2月21日，TOKYO DOME CITY HALL 等）[14]
  - Dream Live 2016（2016年5月13日 - 15日・20日 - 22日，橫濱國際平和會議場 國立大廳 等）[15]
  - 青學vs冰帝（2016年7月14日 - 9月25日、TOKYO DOME CITY HALL 等）[16]
- 音樂劇「青春-AOHARU-鐵道」
  - 音樂劇「青春-AOHARU-鐵道」 2〜來自信越地方的愛（信越地方よりアイをこめて）〜（2016年11月9日 - 13日・18日 - 20日，AiiA 2.5 Theater Tokyo 等） - 飾演 秋田新幹線[17]
  - 音樂劇「青春-AOHARU-鐵道」 3〜無限延伸在於我（延伸するは我にあり）〜（2018年5月4日 - 13日・18日 - 19日・25日 - 26日，品川王子飯店 Club eX等）- 飾演 秋田新幹線 / 千代田線 [18]
  - 音樂劇「青春-AOHARU-鐵道」臨時時刻表〜在高輪Gateway抓住（高輪ゲートウェイでつかまえて）〜（2019年5月13日，品川王子飯店 Club eX） - 飾演 秋田新幹線 / 千代田線[19]
  - 音樂劇「青春-AOHARU-鐵道」Concert Rails Live 2019（2019年10月30日-31日・11月3日-4日，舞濱圓形劇場 等） - 飾演 秋田新幹線 / 千代田線[20]
  - 音樂劇『青春-AOHARU-鐵道」 4〜九州遠征有異常（九州遠征異常あり）〜（2020年7月9日 - 8月10日，Zenrosai Hall/SPACE ZERO 等）（因Covid-19疫情影響延期）[21]
  - 音樂劇「青春-AOHARU-鐵道」 4〜九州遠征有異常（九州遠征異常あり）〜（2021年2月14日 - 28日，天王洲 銀河劇場） - 飾演 秋田新幹線 / 千代田線 / 山陽本線[22]
  - 音樂劇「青春-AOHARU-鐵道」〜希望號為誰奔跑（誰が為にのぞみは走る）〜（2022年8月18日 - 28日，品川王子飯店Stella Ball） - 飾演 秋田新幹線（影像出演）[23][24]
  - 音樂劇「青春-AOHARU-鐵道」5〜鐵道唱情歌（鉄路にラブソングを）〜（2023年6月15日 - 7月2日，天王洲 銀河劇場 等） - 飾演 秋田新幹線、千代田線[25]
  - 音樂劇「青春-AOHARU-鐵道」〜在地下的中心呼喊愛Métro（地下の中心で愛をさけんだMetro）〜（2023年12月21日 - 31日，品川王子飯店 Club eX） - 飾演 千代田線[26]
- 音樂劇「與魔共舞〜D.C.〜」（2016年12月21日 - 27日，AiiA 2.5 Theater Tokyo） - 飾演 楚神烏列[27]
- TEEN×TEEN THEATER「初戀怪獸（初恋モンスター）」（2017年3月3日 - 12日，品川王子飯店 Club eX） - 飾演 三宮銀次郎[28]
- 舞台「錆色盔甲」 - 飾演 揚羽
  - 舞台「錆色盔甲」（2017年6月8日 - 18日・6月22日 - 25日，AiiA 2.5 Theater Tokyo 等）[29]
  - 舞台「錆色盔甲」-連繫-（2019年6月6日 - 16日・22日 - 23日・27日 - 30日，天王州 銀河劇場 等）[30]
  - 舞台「錆色盔甲」外傳 -碧空之梟-（2020年6月4日 - 6月28日，Theater Mixa）（因Covid-19疫情影響中止）[31]
  - 舞台「錆色盔甲」外傳 -碧空之梟-（2021年4月15日 - 29日，品川王子飯店 Club eX）（因Covid-19疫情影響，4月25日 - 29日中止）[32]
- 進戲團 夢命Classics ×07th Expansion vol.4「ROSE GUNS DAYS〜Season3〜」（2018年3月7日 - 11日，Theater Sun Mall） - 主演  亞蘭・新巻（アラン・新巻）[33][34]
  - 進戲團 夢命Classics ×07th Expansion vol.5「ROSE GUNS DAYS〜Last Season〜」（2018年12月28日 - 31日，Theater Sun Mall） - 飾演 亞蘭・新巻（アラン・新巻）[35]
- 第3弾「BOYS★TALK」（2018年6月6日 - 17日，CBGKシブゲキ!!）- 飾演 Syu（しゅうくん）[36]
- 劇團TEAM-ODAC第30回本公演「貓與狗與約束之燈2018-夏」（2018年7月7日 - 16日，Zenrosai Hall/SPACE ZERO）- 飾演 手紙屋 [37]
- 舞台「忍之SAGA〜風魔之章〜」（2018年8月15日 - 19日，CBGKシブゲキ!!）- 飾演 石田上之助[38][39]
- 舞台「路人超能100」
  - 〜背對背〜（2018年9月13日 - 17日・20日 - 23日，天王州 銀河劇場 等） - 飾演 櫻威[40]
  - 〜激戰！爪第7分部〜（2021年8月6日 - 15日，HULIC HALL TOKYO） - 飾演 櫻威遊介[41]
- 舞台「旅行模式（トラベルモード）」（2018年10月11日 - 15日，中野 West End Studio）- 飾演 雷蒙（レイモン）[42]
- 舞台「不能說的驚人家庭（いえないアメイジングファミリー）」（2019年1月30日 - 2月10日，Theatre BONBON） - 飾演 丈夫[43]
- 朗讀劇 「Wizards Witchery」（2019年3月16日・17日，日本消防會館） - 飾演 西格流斯・皇（シグルズ・皇）
- WBB plus「轉變！無敵謀殺案（まわれ!無敵のマーダーケース）」（2019年7月23日 - 28日，中野The Pocket ） - 飾演 谷川[44][45]
- 演劇集團 inuccoro「禁止！池田屋Theater（いさめ!池田屋シアター）」（2019年9月13日客座演出，中野The Pocket ） - 飾演 沖田總司
- 進戲團 夢命Classics 15周年記念公演 ＃23「Lullaby」（2019年10月3日 - 6日，Theater Sun Mall） - 主演・石川五右衛門 [46]
- 舞台「DARKNESS HEELS〜THE LIVE〜 SHINKA」（2019年12月5日 - 15日，CBGKシブゲキ!!） - 飾演 黑暗薩基 [47]
- 朗讀劇「WHITE STORIES」（2019年12月22日，岩崎博物館山手Gaiety Theater） - 飾演 Masaki[48]
- Hyper Projection演劇「排球少年!!（ハイキュー!!）」 - 飾演 宮治
  - "最強的挑戰者"（2020年3月21日 - 5月6日，TOKYO DOME CITY HALL 等）[49]
  - "山頂的景色・2"（2021年3月20日 - 5月9日，TOKYO DOME CITY HALL 等） ※影像演出 [50]
- Nostalgic Wonderland♪〜song & dance show〜 2020（2020年8月5日當日嘉賓，惠比壽 The Garden Hall ） [51]
- WBBvol.17「川崎ガリバーonce again」（2020年9月25日-10月4日，Zenrosai Hall/SPACE ZERO） - 飾演 向井公平[52][53]
- Oh My Diner - 飾演 諾亞（ノア ）
  - Oh My Diner（2020年11月7日 - 11月15日，品川王子飯店Stella Ball）[54]
  - Oh My Diner 〜踊るぶんぶん狂想曲〜（2022年7月31日，品川王子飯店Stella Ball）[55]
- 音樂劇「GREASE」（2021年10月30日 - 12月19日，日比谷創新劇院 等） - 飾演 索尼（ソニー）[56]
- Dramatic Review 「L'OPÉRA FRAGILE」（ドラマティック・レビュー「うたかたのオペラ」）（2022年1月13日 - 23日，六行會Hall） - 飾演 宗一[57]
- 劇團Prestage第17回本公演「Have a good time?（再再演）」（2022年3月2日 - 7日，Theatre Alpha Tokyo） - 飾演 山姆（サム）
- 音樂劇「彌生、三月 -愛你的30年-（弥生、三月 -君を愛した30年-）」（2022年4月21日 - 5月8日，Sunshine Theatre 等） - 飾演 步（あゆむ）[58]
- 音樂劇「灰姑娘童話（シンデレラストーリー）」（2022年9月6日 - 10月10日，日本青年館Hall 等）[59]
- 舞台「野貓城市（ノラネコシティ）」（2022年12月3日 - 11日，新宿FACE） - 飾演 威克沙姆（ウィッカーシャム）[60]
- 舞台「王者天下（キングダム）」（2023年2月5日 - 5月11日，帝國劇場 等） - 飾演 成蟜 （W Cast）[61]
- 神戶水手男孩SF「Boys×Voice 308」（2023年8月4日 - 5日，AiiA 2.5 Theater Kobe） - 演出嘉賓
- 朗讀劇『First Love〜屠格涅夫的「初戀」〜（First Love〜ツルゲーネフの「初恋」〜）』（2023年8月28日 - 30日，OWL SPOT(豐島區立舞台藝術交流中心)）[62]
- 音樂劇「A Slice of Saturaday Night （スライス・オブ・サタデーナイト）」（2023年11月3日 - 29日，有樂町讀賣廳 等） - 飾演 蓋利（ゲリー）
- sitcomLab 第3弾「旋轉吧！無敵謀殺案（まわれ!無敵のマーダーケース）」（2024年1月9日 - 1月14日，中野The Pocket）
- 音樂劇「町田的世界（町田くんの世界）」（2024年3月29日 - 4月14日，日比谷創新劇院 / 4月19日 - 21日，梅田藝術劇場Theater Drama City） - 飾演 冰室雄
- 舞台「幫派時間（ギャングアワー）」（2024年4月16日，Route Theater） - 當日演出嘉賓
- 九劇Musical Concert Vol.3（2024年6月15日 - 6月16日，淺草九劇）
- sitcomLab×海豚團!!盛夏戰爭（sitcomLab×イルカ団!!真夏の合戦）（2024年7月9日 - 7月14日，中野The Pocket）
- 音樂劇「黑執事」〜寄宿学校の秘密 2024〜（2024年9月7日 - 8日，兵庫縣立藝術文化中心 KOBELCO 大hall / 9月21日 - 29日、TOKYO DOME CITY HALL） - 飾演 愛德嘉・雷多蒙特
- 音樂劇「金牌製作人（プロデューサーズ）」（2024年11月8日 - 12月6日，東急劇場Orb） - 飾演 卡門・吉爾（カルメン・ギア）

### 電視動畫Route Theater
- 錆色盔甲-黎明-（2022年） - 飾演 揚羽

### 音樂MV
- 剛力彩芽 3rd single「遺憾但是很重要的人」（2014年9月） - 飾演 男高中生

## 外部連結
- 神里優希官方介紹頁
- 神里優希的X（前Twitter）
- 神里優希的Instagram帳戶
- 神里優希 BLOG （页面存档备份，存于）